# Tiina Tauraite
Tiina Tauraite (født 2. juni 1976 i Tallinn) er en estisk film- og tv-skuespiller. Hun dimitterede i 1998 fra Estlands musik- og teaterakademis skole for scenekunst og har siden da arbejdet som teaterskuespiller på Von Krahli Teater.
Udover teaterroller har Tauraite optrådt i en række film (bl.a. The Temptation of St. Tony (2009), Autumn Ball (2007) og filmen The Spy and the Poet fra 2016) samt tv-serier som Elu keset linna (2012) og Screwed in Tallinn fra 1999.
Udover sit modersmål, estisk, har Tauraite sprogkundskaber i engelsk, russisk og finsk.

## Priser
Tauraite har modtaget tre estiske teaterpriser. I 2008 blev hun belønnet for sin birolle i "Seagull", og efterfølgende for bedste birolle i 2012-produktionen "Dona Rosita The Spinster" samt en Special Award for sit one-woman show "Tiina Tauraite's Tractor."

## Filmografi (udvalg)
- 2025 - Varastatud lootus: Armukelm (tv-serie) – Mariliis
- 2024 - Mind on kaks – jordemoderen
- 2024 - The Invisible Fight – Marfa
- 2024 - 8 Views of Lake Biwa – Õnne
- 2024 - The Missile – Mailis Ahmo
- 2023 - Mrs. Chatterjee vs. Norway – Aliis Ramsfjord
- 2022 - Hvem skød Otto Mueller? (tv-serie) – Reeli
- 2021 - Days Without (kortfilm) – sygeplejerske
- 2021 - Traitor (tv-serie, medvirk. 1 afsnit) – Eve Rosen
- 2018 - The Bank (tv-serie) – Marju